# Летающая тарелка (фильм)
«Летающая тарелка» (итал. Il disco volante) — итальянский фантастический фильм режиссёра Тинто Брасса, который является пародией на модное во всём мире в 1960-х годах прошлого века увлечение космическими путешествиями и инопланетянами. Фильм снимался в Италии, в области Венеция, в небольшой деревне близ Тревизо. Премьера фильма состоялась в Италии 23 декабря 1964 года.

## Сюжет фильма
Винченцо Беррути — бригадиру карабинеров в небольшом городке недалеко от Венеции — поручено провести расследование по факту прибытия на Землю летающей тарелки. Все допрошенные им жители утверждают, что они на самом деле видели марсиан. Бедной крестьянской вдове Виттории по прозвищу «Крольчиха» (у неё 7 детей) удаётся поймать марсианина, и она продаёт его сыну графини Крозара, который не совсем в своем уме, и к тому же гомосексуалист. Но графиня приказывает бросить марсианина в колодец, обвиняет Витторию в мошенничестве, а бригадир отбирает у неё все, чем заплатил ей за марсианина граф Момо. В конце концов, в сумасшедшем доме оказываются все, кто явно видели марсиан, но им никто не верит. Для них даже открывают специальное отделение. Альберто Сорди гениально играет четыре роли: бригадира, непризнанного писателя-телеграфиста, графа Момо и трогательного деревенского священника, который наставляет своих прихожан в трактире, поскольку в церковь они ходят гораздо реже. И вся эта история очень быстро затухает. Очень колоритна Сильвана Мангано в роли Виттории Крольчихи. Почти все говорят на диалекте области Венеция, что придает фильму особую изюминку.